# Округ Хемпхил (Тексас)
Округ Хемпхил (енгл. Hemphill County) је округ у америчкој савезној држави Тексас. По попису из 2010. године број становника је 3.807.

## Демографија
Према попису становништва из 2010. у округу је живело 3.807 становника, што је 456 (13,6%) становника више него 2000. године.
| Група             | 2000.         | 2010.         |
| Белци             | 2.722 (81,2%) | 2.656 (69,8%) |
| Афроамериканци    | 52 (1,6%)     | 9 (0,2%)      |
| Азијати           | 9 (0,3%)      | 18 (0,5%)     |
| Хиспаноамериканци | 522 (15,6%)   | 1.086 (28,5%) |
| Укупно            | 3.351         | 3.807         |